# Mâconnais Beaujolais Agglomération
Mâconnais Beaujolais Agglomération est une communauté d'agglomération française, principalement située dans le département de Saône-et-Loire en région Bourgogne-Franche-Comté. Elle intègre aussi une commune hors-département et extra-régionale : Saint-Laurent-sur-Saône située dans l'Ain (région Auvergne-Rhône-Alpes).

## Historique
Dans le cadre des dispositions de la loi portant nouvelle organisation territoriale de la République du 7 août 2015, qui prévoit que les établissements publics de coopération intercommunale (EPCI) à fiscalité propre doivent avoir un minimum de 15 000 habitants, la communauté d'agglomération est constituée par la fusion, le 1er janvier 2017 de : 
- la communauté d'agglomération du Mâconnais - Val de Saône
- de la communauté de communes du Mâconnais Beaujolais, qui, avec ses 13 856 habitants en 2012, n'atteignait pas le seuil requis.

Cette fusion est décidée par un arrêté interpréfectoral du 8 décembre 2016.

## Territoire communautaire

### Géographie
En 2023, l'intercommunalité se situe dans la partie sud-est du département de Saône-et-Loire, et comprend la ville préfecture.

### Composition
La communauté d'agglomération est composée des 39 communes suivantes :

| Nom                         | Code Insee | Gentilé          | Superficie (km2) | Population (dernière pop. légale) | Densité (hab./km2) |
| --------------------------- | ---------- | ---------------- | ---------------- | --------------------------------- | ------------------ |
| Mâcon (siège)               | 71270      | Mâconnais        | 27,04            | 34 759 (2022)                     | 1 285              |
| Azé                         | 71016      | Azéens           | 14,97            | 1 082 (2022)                      | 72                 |
| Berzé-la-Ville              | 71032      | Berzélavilliens  | 5,53             | 708 (2022)                        | 128                |
| Bussières                   | 71069      | Bussirons        | 4,08             | 588 (2022)                        | 144                |
| Chaintré                    | 71074      | Chaintréens      | 3,31             | 564 (2022)                        | 170                |
| Chânes                      | 71084      | Chânois          | 2,24             | 529 (2022)                        | 236                |
| La Chapelle-de-Guinchay     | 71090      | Capelins         | 12,44            | 4 038 (2022)                      | 325                |
| Charbonnières               | 71099      | Leunais          | 4,17             | 335 (2022)                        | 80                 |
| Charnay-lès-Mâcon           | 71105      | Charnaysiens     | 12,56            | 8 154 (2022)                      | 649                |
| Chasselas                   | 71108      | Chasseloutis     | 2,56             | 175 (2022)                        | 68                 |
| Chevagny-les-Chevrières     | 71126      | Chevagnotins     | 3,8              | 604 (2022)                        | 159                |
| Crêches-sur-Saône           | 71150      | Crêchois         | 9,33             | 3 179 (2022)                      | 341                |
| Davayé                      | 71169      | Davayoutis       | 4,17             | 680 (2022)                        | 163                |
| Fuissé                      | 71210      | Fuisséens        | 4,86             | 354 (2022)                        | 73                 |
| Hurigny                     | 71235      | Gueulatis        | 9,2              | 1 908 (2022)                      | 207                |
| Igé                         | 71236      |                  | 14,61            | 890 (2022)                        | 61                 |
| Laizé                       | 71250      | Laizéens         | 10,44            | 1 135 (2022)                      | 109                |
| Leynes                      | 71258      | Leynois          | 4,83             | 506 (2022)                        | 105                |
| Milly-Lamartine             | 71299      | Milleroutis      | 2,88             | 339 (2022)                        | 118                |
| Péronne                     | 71345      | Péronnais        | 10,56            | 666 (2022)                        | 63                 |
| Prissé                      | 71360      | Prisséens        | 10,85            | 1 865 (2022)                      | 172                |
| Pruzilly                    | 71362      |                  | 4,29             | 330 (2022)                        | 77                 |
| La Roche-Vineuse            | 71371      | Saint-Sorlinois  | 11,96            | 1 571 (2022)                      | 131                |
| Romanèche-Thorins           | 71372      | Romanéchois      | 9,76             | 2 002 (2022)                      | 205                |
| Saint-Amour-Bellevue        | 71385      | Sanctamoriens    | 5,09             | 590 (2022)                        | 116                |
| Saint-Laurent-sur-Saône     | 01370      | Saint-Laurentins | 0,53             | 1 735 (2022)                      | 3 274              |
| Saint-Martin-Belle-Roche    | 71448      |                  | 4,54             | 1 388 (2022)                      | 306                |
| Saint-Maurice-de-Satonnay   | 71460      |                  | 10,33            | 484 (2022)                        | 47                 |
| Saint-Symphorien-d'Ancelles | 71481      | Stophrinois      | 6,13             | 1 128 (2022)                      | 184                |
| Saint-Vérand                | 71487      |                  | 2,45             | 156 (2022)                        | 64                 |
| La Salle                    | 71494      |                  | 5,67             | 508 (2022)                        | 90                 |
| Sancé                       | 71497      | Sancéens         | 6,56             | 2 158 (2022)                      | 329                |
| Senozan                     | 71513      |                  | 4,86             | 1 132 (2022)                      | 233                |
| Sologny                     | 71525      | Slonirons        | 10,65            | 576 (2022)                        | 54                 |
| Solutré-Pouilly             | 71526      | Solutréens       | 6,16             | 342 (2022)                        | 56                 |
| Varennes-lès-Mâcon          | 71556      | Varennois        | 4,75             | 581 (2022)                        | 122                |
| Vergisson                   | 71567      | Vergissonnais    | 5,77             | 233 (2022)                        | 40                 |
| Verzé                       | 71574      | Verzéens         | 19,84            | 855 (2022)                        | 43                 |
| Vinzelles                   | 71583      |                  | 4,43             | 762 (2022)                        | 172                |

### Démographie
| 1968   | 1975   | 1982   | 1990   | 1999   | 2009   | 2014   | 2020   |
| ------ | ------ | ------ | ------ | ------ | ------ | ------ | ------ |
| 61 870 | 68 586 | 70 865 | 71 928 | 71 323 | 75 190 | 76 325 | 78 970 |

## Organisation

### Siège
Le siège de la communauté d'agglomération est situé à Mâcon, 67 Esplanade du Breuil.

### Élus
La communauté de communes est administrée par son conseil communautaire, composé pour la mandature 2020-2026 de 77 conseillers municipaux représentant chacune des communes membres et répartis en fonction de leur populatoon de la manière suivante :

- 31 délégués pour Mâcon ;
- 6 délégués pour Charnay-lès-Mâcon ;
- 3 délégués pour La Chapelle-de-Guinchay ;
- 2 délégués pour Crèches-sur-Saône ;
- 1 délégué ou son suppléant pour les autres communes.

Au terme des élections municipales de 2020 en Saône-et-Loire, le conseil communautaire renouvelé a réélu le 15 juillet 2020 son président, Jean-Patrick Courtois, maire de Macon, et désigné ses 15 vice-présidents, qui sont : 
1. Michelle Jugnet, maire de Sologny, chargée de l'administration générale et de la petite enfance ;
2. Gérard Colon, conseiller municipal délégué de Mâcon, chargé de l'urbanisme et de l'aménagement de l'espace communautaire ;
3. Christine Robin, maire de Charnay-lès-Mâcon, chargée de l'attractivité du territoire, du développement économique, de l'innovation et de l'aménagement numérique ;
4. M. Dominique Deynoux, maire d'Hurigny, chargé des finances et de la commande publique
5. Florence Battard, conseillère municipale déléguée de Mâcon, chargée de l'enseignement supérieur et des relations avec les universités ;
6. Jean-François Cognard, maire de Chaintré, chargé des ressources humaines, des instances sociales et de la prévention des risques professionnels ;
7. Mme Claude Cannet, conseillère municipale déléguée de Mâcon, chargée des mobilités durables et de la transition énergétique ;
8. Hervé Carreau, maire de La Chapelle-de-Guinchay, chargé de l'eau, de l'assainissement et de la gestion des milieux aquatiques ;
9. Véronique-Laure Verraest, conseillère municipale déléguée de Mâcon, chargée de la politique de la ville, de la démocratie participative, des relations avec les organismes culturels et des équipements culturels communautaires ;
10. Gilles Jondet, maire de Sancé, chargé de la collecte et de la valorisation des déchets ;
11. Josiane Casbolt, maire de Saint-Amour-Bellevue, chargée des enjeux climatiques et environnementaux ;
12. Jérôme Chevalier, conseiller municipal délégué de Mâcon, chargé de la viticulture et de la cité des vins ;
13. Patrick Buhot, maire-adjoint de Charnay-lès-Mâcon, chargé de l'habitat et des gens du voyage ;
14. Jean-Claude Lapierre, maire de Solutré-Pouilly, chargé du touruisme, des relations avec l'Office du tourisme et avec les sites classsés ;
15. Jacques Doussot, maire de Saint-Laurent-sur-Saône, chargé des équipements sportifs communautaires et des relations avec les organismes sportifs

À la suite de la démission de Jean-Claude Lapierre, ancien maire de de Solutré-Pouilly, Anne Brochette, maire de Vergisson, est élue 14e vice-présidente en décembre 2023 et conserve sa délégation au tourisme.
Le président et les vice-présidents réunis constituent pour le mandat 2020-2026 le bureau permanent, instance collégiale qui se réunit régulièrement pour délibérer sur les affaires pour lesquelles il a reçu délégation du Conseil et pour préparer les conseils communautaires.
La communauté d'agglomération s'est également dotée d'une conférence des maires, instance d’information, de consultation et de concertation qui réunit l'ensemble des maires et les membres du bureau permanent, et est chargée d’examiner l’ordre du jour de chaque conseil communautaire, d’instruire les modifications statutaires et de se prononcer sur les grandes orientations de la politique communautaire

### Liste des présidents
| Période                                  | Période                       | Identité              | Étiquette | Qualité |
| ---------------------------------------- | ----------------------------- | --------------------- | --------- | --- |
| Les données manquantes sont à compléter. |                               |                       |           | |
| janvier 2017                             | En cours (au 19 janvier 2024) | Jean-Patrick Courtois | LR        | Attaché principal de préfecture Maire de Mâcon (2001 → ) Président de la CA du Mâconnais - Val de Saône (2016 → 2016) Conseiller départemental de Macon-1 (2021 → ) Vice-président du conseil départemental de Saône-et-Loire (2021 → ) Réélu pour le mandat 2020-2026 |

### Compétences
La communauté d'agglomération exerce les compétences qui lui ont été transférées par les communes membres, dans les conditions déterminées par le code général des collectivités territoriales. Il s'agit de : 
- développement économique : actions de développement économique ; zones d'activité ; politique locale du commerce et soutien aux activités commerciales d’intérêt communautaire, promotion du tourisme, dont la création d’offices de tourisme.
- aménagement de l’espace communautaire : schéma de cohérence territoriale (SCoT) et schéma de secteur ; opérations d'aménagement reconnues d'intérêt communautaire, organisation de la mobilité ;
- équilibre social de l’habitat : programme local de l'habitat (PLH), politique du logement d’intérêt communautaire ; actions et aides financières en faveur du logement social d’intérêt communautaire ; réserves foncières pour la mise en œuvre de cette politique communautaire ; opérations d’intérêt communautaire en faveur du logement des personnes défavorisées ; amélioration du parc immobilier bâti d’intérêt communautaire.
- politique de la ville : élaboration du diagnostic du territoire et définition des orientations du contrat de ville ; dispositifs contractuels de développement urbain, de développement local et d’insertion économique et sociale et dispositifs locaux de prévention de la délinquance ; programmes d’actions définis dans le contrat de ville ;
- gestion des milieux aquatiques et prévention des inondations (GEMAPI)
- accueil des gens du voyage : aires d'accueil
- collecte et traitement des déchets ménagers et assimilés ;
- eau et assainissement des eaux usées, gestion des eaux pluviales urbaines ;
- voirie et parcs de stationnement reconnus d'intérêt communautaire ;
- protection et mise en valeur de l’environnement et du cadre de vie : lutte contre la pollution de l’air, les nuisances sonores ; soutien aux actions de maîtrise de la demande d’énergie ;
- équipements culturels et sportifs reconnus d’intérêt communautaire :
- action sociale d’intérêt communautaire
- soutien au développement de l’enseignement supérieur.
- participation au financement de la « scène nationale » du centre culturel de Mâcon.
- participation financière aux actions visant à la restauration, la préservation, la mise en valeur et la gestion durable des sites naturels classés ou inscrits du périmètre communautaire et de leur environnement
- environnement : animation et concertation dans les domaines de la prévention du risque d’inondation ainsi que de la gestion et de la protection de la ressource en eau et des milieux aquatiques dans un sous bassin ou un groupement de sous-bassins, ou dans un système aquifère, correspondant à une unité hydrographique  ; clapets automatiques.
- versement des contributions des communes membres au SDIS
- signalétique, balisage et promotion des sentiers de randonnées identifiés dans le schéma directeur de la randonnée de MBA

### Régime fiscal et budget
La communauté d'agglomération est un établissement public de coopération intercommunale à fiscalité propre.
Afin de financer l'exercice de ses compétences, l'intercommunalité perçoit, comme toutes les communautés d'agglomération, la fiscalité professionnelle unique (FPU) – qui a succédé à la taxe professionnelle unique (TPU) – et assure une péréquation de ressources.
Elle ne reverse pas de dotation de solidarité communautaire (DSC) à ses communes membres.

### Personnels
Afin de mettre en œuvre ses compétences, l'intercommunalité emploie en 2022 405 agents, dont 303 fonctionnaires, 268 femmes et 137 hommes, 

## Projets et réalisations
Conformément aux dispositions légales, une communauté d'agglomération a pour objet d'associer « au sein d'un espace de solidarité, en vue d'élaborer et conduire ensemble un projet commun de développement urbain et d'aménagement de leur territoire ».